# Faramans
|  | Per a altres significats, vegeu «Faramans (Ain)». |

Faramans és un comú francès al departament d'Isère (regió d'Alvèrnia-Roine-Alps). Faramans és a la regió natural de Bièvre-Valloire, una vall ampla oberta entre les de l'Isère i el curs del Roine i la forma regular d'abeurador de fons pla suggereix un origen glacial, que es confirma per la presència de dipòsits morrènics.

La regió de Faramans té un clima semicontinental caracteritzat per precipitacions força regulars durant tot l'any. Els estius són generalment calorosos i alguns cops secs però amb períodes de tempestes al final d'aquest. Els hiverns són generalment força freds i marcats per freqüents glaçades, sobretot perquè la zona que s'ha mantingut molt de temps pantanós està sovint marcada per nombroses boires matinals i boires més o menys persistents durant els períodes freds.